# Ain Soph
Ein Sof (também grafado como: "Ein Sôf", "Ayn Soph" e "Ain Sof" ou até mesmo Ain Soph)(/eɪn sɒf/, em hebraico:  אין סוף) (sem limites ou ilimitado ou Infinito). É um termo cabalístico para a Deidade antes de sua auto-manifestação na Criação dos mundos, provavelmente derivou-se do termo de Ibn Gabirol, "she-en lo tiklá" (o Infinito). Foi usado pela primeira vez por Azriel ben Menahem, que, compartilhando a visão neoplatônica de que Deus não pode ter desejo, pensamento, palavra ou ação, enfatizou a negação de qualquer atributo.
"Antes de dar qualquer forma ao mundo, antes de produzir qualquer forma, Ele estava sozinho, sem forma e sem semelhança com qualquer outra coisa. Quem então pode compreender como Ele estava antes da Criação? Por essa razão, é proibido emprestar-lhe qualquer forma ou semelhança, ou até mesmo chamá-lo pelo seu nome sagrado, ou indicá-lo por uma única letra ou um único ponto...Mas depois que Ele criou a forma do Homem Celestial [עלאה אדם], Ele o usou como uma carruagem [מרכבה] para descer, e Ele deseja ser chamado de acordo com Sua forma, que é o nome sagrado 'Yhwh"(parte ii., seção" Bo ", 42b). Em outras palavras, "En Sof" significa "o ser sem nome".

## Zohar; com comentárioSulam:[3]
217. Portanto, O SANTO, bendito seja Ele, diz-lhes: “Mesmo que Eu sou como você em suas formas”, imagem e semelhança, contudo: “Quem, pois, podeis assemelhar-se a mim, a quem Eu deveria ser comparado.” Antes do Santo, bendito seja, criar uma imagem no mundo e antes que ele formou uma forma, o Santo, bendito seja Ele, estava sozinho no mundo, sem uma forma ou semelhança. Para que conceba Ele antes do grau de Briyah, que é Biná quando Ele, é sem qualquer forma, não deve fazer qualquer forma ou imagem no mundo – nem com a letra He [ה] nem com a letra Yud[י], ou mesmo chamá-lo pelo Nome Santo ou qualquer carta e ponto. É por isso que o Torá diz: “Por que você não viu nenhuma forma formada”, o que significa que não fez ver qualquer coisa com uma forma ou semelhança.

218. Depois Ele fez aquela imagem da Carruagem do homem sublime, Ele desceu e foi vestido lá. Nele, Ele é nomeado pela forma das quatro letras Yud-He-Vav-He, nomeadamente a 10 Sefirot—Keter, Hokmá, Biná, Tiferet(ZA) E Malkut—assim as pessoas poderiam percebê-lo por meio de Seus atributos, que são os Sefirot em cada atributo. Ele foi chamado El, Elohim, Shadai, Tzva'ot, Ehe'yeh, a fim de que eles poderiam reconhecê-lo em cada atributo, e como Ele governa o mundo com Hesed e Julgamento de acordo com as ações das pessoas. Se Sua Luz não tinha espalhados por todas as criaturas, como eles iriam reconhecê-lo e como isso seria cumprida: “Toda a terra está cheia da sua glória”(Y sha’ yá u – Isaías 6: 3)?
Zohar para Todos; volume 4, parashá Bo, item 217 e 218.
Em outra passagem, o Zohar reduz o termo a "En" ou "Ain" (inexistente), porque Deus transcende a compreensão humana como praticamente inexistente ( ib. Parte iii. 288b). As três letras que compõem a palavra "En" [אין] indicam as três primeiras Sefirot puramente espirituais, KaHaB a saber Keter-Hokmá-Biná. ("Shoshan Sodot", 1b).
Yudá Ḥayyaṭ, em seu comentário "Minḥat Yehudah" no "Ma'areket Elahut", dá a seguinte explicação do termo "En Sof":
"Qualquer nome de Deus que se encontra na Bíblia não pode ser aplicado à Divindade antes a Sua auto-manifestação na Criação, porque as letras desses nomes foram produzidas somente após a emanação ... Além disso, um nome implica uma limitação em seu portador; e isso é impossível em conexão com o "En Sof".
Em suma, nada se pode retirar do conceito Ein Sof além de que Ele é a Causa de todas as Causas. Aquilo ou Aquele que desconcerta a racionalidade filosófica (filosófica e científica) quando almeja encontrar e dar origem com base no "seu intelecto". Ein Sof é a Essência que fundamenta toda a Cabalá.